# 151
El año 151 (CLI) fue un año común comenzado en jueves del calendario juliano, en vigor en aquella fecha.
En el Imperio romano el año fue nombrado el del consulado de Condiano y Valerio, o menos frecuentemente, como el 904 ab urbe condita, siendo su denominación como 151 a principios de la Edad Media, al establecerse el anno Domini.

## Acontecimientos
- Mitilene y Esmirna son destruidas por un terremoto.

## Fallecimientos
- Kanishka, gobernante del Imperio kushán.